# Rémi Grellety
Rémi Grellety é um produtor cinematográfico francês. Como reconhecimento, foi nomeado ao Oscar 2017 na categoria de Melhor Documentário em Longa-metragem por I Am Not Your Negro.